# Alainosquillidae
Alainosquillidae is een familie van kreeftachtigen uit de klasse van de Malacostraca (Hogere kreeftachtigen).

## Geslacht
- Alainosquilla Moosa, 1991